# Bābā Bahrām
Bābā Bahrām (persiska: بابا بهرام) är en ort i Iran.   Den ligger i provinsen Lorestan, i den västra delen av landet, 400 km sydväst om huvudstaden Teheran. Bābā Bahrām ligger 982 meter över havet och antalet invånare är 109.
Terrängen runt Bābā Bahrām är kuperad. Runt Bābā Bahrām är det ganska glesbefolkat, med 28 invånare per kvadratkilometer. Närmaste större samhälle är Poldokhtar, 19,1 km sydväst om Bābā Bahrām. Omgivningarna runt Bābā Bahrām är i huvudsak ett öppet busklandskap.